# Jef Van linden
Joseph Francine Corneel (Jef) Van linden  (24 augustus 1948) is een Belgisch leerkracht en politicus voor CVP en diens opvolger CD&V.

## Levensloop
Van linden doorliep zijn humaniora aan het Sint-Lievenscollege te Antwerpen. Vervolgens studeerde hij aan de Katholieke Universiteit Leuven, alwaar hij afstudeerde als licentiaat lichamelijke opvoeding. Hij was leraar lichamelijke opvoeding aan het Sint-Gummaruscollege te Lier.
Van linden nam voor het eerst deel aan de lokale verkiezingen van 1970 in Kontich. Hij behaalde ongeveer 250 voorkeurstemmen en werd verkozen. Van 1977 tot 1982 maakte hij deel uit van de oppositie. Vanaf 1983 werd hij schepen. Deze functie voerde hij uit tot zijn aanstelling tot burgemeester in 1989. Dit bleef hij drie jaar (tot 1991), waarna hij ontslag moest nemen. De volgende legislatuur was hij eerste schepen en waarnemend burgemeester voor Marus Kempenaers die met gezondheidsproblemen kampte. Na de gemeenteraadsverkiezingen van 2000 werd hij opnieuw burgemeester. Hij behaalde deze verkiezingen 1334 naamstemmen
Bij de gemeenteraadsverkiezingen van 2006 behaalde Van linden 1479 voorkeurstemmen en kreeg hij een nieuw mandaat als burgemeester. Hij sloot een bestuursakkoord met Open Vld. In 2007 kwam hij in het nieuws na een zaak van vervalste handtekeningen op een uitvoerbaar verklaring voor een verkavelingsvergunning aan de Duffelsesteenweg. De gronden konden niet verkaveld worden aangezien er niet voldaan was aan een aantal voorwaarden zoals een voorafgaand archeologisch onderzoek. Dit was nodig aangezien er op de locatie vermoedens zijn van een aanwezige resten van een site uit de IJzertijd. De burgemeester diende klacht in tegen onbekenden.
Eind 2008 gaf Van linden de burgemeesterssjerp door aan partijgenoot Luc Blommaerts. Wel bleef hij actief als schepen tot het einde van de legislatuur. Bij de lokale verkiezingen 2012 was hij lijstduwer voor de CD&V, maar werd niet verkozen. Hij behaalde 334 voorkeurstemmen.
Tevens was hij lid van de raad van bestuur van de VVSG, voorzitter van de commissie Sport van de VVSG, lid van de raad van bestuur van Bloso en voorzitter van Sporta.